# 师屯南弘济寺塔
师屯南弘济寺塔是一处古建筑，位于山西省晋中市介休市义棠镇师屯南村，建于明。
2021年8月4日，师屯南弘济寺塔公布为第六批山西省文物保护单位。